# Aprostocetus lamiicidus
Aprostocetus lamiicidus är en stekelart som beskrevs av Geoffrey John Kerrich 1963.
Aprostocetus lamiicidus ingår i släktet Aprostocetus och familjen finglanssteklar. Inga underarter finns listade i Catalogue of Life.